# United States Senate Watergate Committee

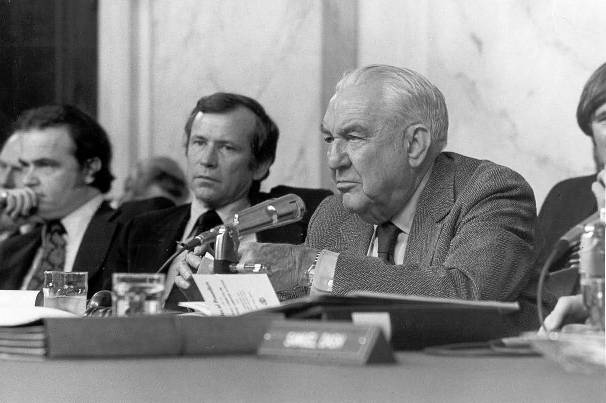
US-Senat Watergate Hearings. Von links: Fred Thompson, Howard Baker und der Vorsitzende Sam Ervin (1973)

Das Senate Watergate Committee war ein Untersuchungsausschuss des US-Senats, der den Einbruch ins Watergate-Hotel und in Folge die sich daraus entwickelnde Watergate-Affäre untersuchte.
Der Ausschuss förderte Kerninformationen zutage, die erwiesen, dass die Einbrecher angewiesen waren, in das Hauptquartier des Democratic National Committee einzubrechen, um es zu verwanzen, und direkt vom Committee to Re-elect the President, Richard Nixons Political Action Committee zur Wiederwahl als US-Präsident, angewiesen worden waren.
Aufgrund der Informationen, die der Ausschuss sammelte, wurden 40 Regierungsbeamte entlassen und diverse von Nixons Beratern wegen Behinderung der Justiz und anderer Verbrechen verurteilt. Aufgrund der Arbeit des Ausschusses begann der US-Kongress das Impeachment-Verfahren gegen Richard Nixon, welches unmittelbar zu seinem Rücktritt führte.
Die Mitglieder im Watergate Committee waren:
- Sam Ervin (Demokrat – North Carolina), Vorsitzender
- Howard Baker (Republikaner – Tennessee), ranking member
- Edward Gurney (Republikaner – Florida)
- Daniel Inouye (Demokrat – Hawaii)
- Joseph Montoya (Demokrat – New Mexico)
- Herman Talmadge (Demokrat – Georgia)
- Lowell P. Weicker (Republikaner – Connecticut)

Der Ausschuss hatte zwei Chef-Berater: Sam Dash für die Demokraten und Fred Thompson für die Republikaner. Die Anhörungen begannen am 17. Mai 1973, der Ausschuss veröffentlichte seinen siebenbändigen Bericht mit 1250 Seiten am 27. Juni 1974. Er trug den Titel Report on Presidential Campaign Activities.